# 닛타 다이스케
닛타 다이스케(일본어: 新田 大介, 1980년 5월 11일 ~ )는 일본의 전 축구 선수이다.

## 구단 경력
과거 아비스파 후쿠오카에서 활동하였다.